# Tokyo roku daigaku
Tokyo roku daigaku (東京六大学), Tokyos sex universitet. Namnet kommer från en baseboll-liga som inkluderar några av Tokyos främre stora universitet. De sex universiteten som avses är Tokyo (東京大学; Tōkyō Daigaku), Waseda (早稲田大学; Waseda Daigaku), Keiō (慶應義塾大学; Keiō Gijuku Daigaku), Hosei (法政大学; Hōsei daigaku), Meiji (明治大学; Meiji daigaku) och Rikkyo (立教大学; Rikkyō daigaku) eller St Paul's.